# Marketing de afiliación
Marketing de afiliación o también llamado marketing de afiliados, es una rama del marketing en línea que se basa en la consecución de determinados resultados o acciones. Los afiliados (empresas, sitios web, etc.)  se encargan de publicitar a los comerciantes (tiendas, anunciantes, proveedores de servicios) mediante la publicación de sus anuncios o promociones. Dichos afiliados obtienen una comisión cuando el usuario entra en su página web y realizan una acción determinada (por ejemplo, dar clic en un banner, registrarse o comprar). Este tipo de marketing se diferencia especialmente en el coste percibido por la empresa. El Coste por acción (CPA) permite al anunciante pagar solo por cada uno de los usuarios que realizan la acción determinada y no por campaña.
El marketing de Afiliados surge como una alternativa extremadamente interesante para personas que desean trabajar con ventas en Internet, además de ser una gran herramienta para productores que desean aumentar la divulgación de sus productos en Internet.  
El afiliado hace de intermediario que anuncia el producto o servicio y le consigue compradores al vendedor original. Por eso el vendedor le da una comisión al intermediario convirtiéndose así en un afiliado del vendedor.
Se llama programa de afiliación al acuerdo en el que una empresa paga al afiliado (persona o empresa) una comisión por enviarle tráfico y/o ventas.
La forma habitual de acreditar una venta  por parte del afiliado descansa en una cookie. El usuario la lleva consigo al visitar un sitio web y entrar en un enlace que contiene una ID o identificación del afiliado. Actualmente se apuesta por crear contenido digital de autoridad basado en opinión y valoración acerca de un producto o servicio. Se trata de evitar el estilo de venta puro y duro a la hora de obtener rendimiento con afiliación, y constituye éste el método más extendido entre particulares.
La expansión del marketing de afiliación a las plataformas de redes sociales ha permitido a los afiliados llegar a audiencias más amplias a través de contenido personalizado y asociaciones con personas influyentes, mejorando la efectividad de las campañas e impulsando mayores tasas de participación.

## Historia
Su historia comenzó en 1989, cuando el empresario estadounidense William J. Tobin, fundador de PC Flowers & Gifts, se dio cuenta del potencial de la difusión virtual y lanzó Prodigy, que se transformó en el primer programa de marketing de afiliación de la historia. Con los años surgieron en los Estados Unidos pequeñas iniciativas dentro del mismo concepto.
Los propietarios de los primeros e-commerces vieron una gran oportunidad en la red que interconectaba a las personas de todo el mundo, con lo que crearon una asociación entre e-commerces, varios sitios enfocados en diferentes temas y el consumidor final. Los sitios recomendaban los productos a través de contenidos y banners, y cuando el usuario hacía clic en ese contenido eran redirigidos a un sitio de compras. El propietario del sitio que efectuaba la intermediación cobraba una comisión por la recomendación tras cada venta efectivamente concretada.
En julio de 1996, Jeff Bezos, fundador de Amazon,  revolucionó el mercado lanzando un Programa de Afiliados para promocionar sus productos. Su sistema vinculaba las páginas web de otros vendedores y estos obtenían una comisión de cada libro vendido en Amazon y referido a través de la página web del otro comerciante.

## Tipos demarketingde afiliación
Podemos clasificar las formas de afiliación en función de las maneras de atraer a los consumidores a los servicios y contenidos que promocionan. Por ejemplo:
- En páginas web. Sitios web publicitan productos o servicios que se quiere promocionar a cambio una comisión por venta, registro o clic conseguido. La temática es múltiple y totalmente variada y la relación de afiliación se mantiene siempre que el afiliado tenga contenido de calidad y respete las normas de la red de afiliación y del anunciante en última instancia.[6]
- Cash back. Las empresas que utilizan cash back tienen un registro de usuarios y comparten con ellos las comisiones bien con dinero, descuentos, promociones o puntos canjeables en la propia plataforma. Estos usuarios realizan las compras a través de su plataforma y reciben un porcentaje de vuelta.[6]
- PPC Afiliados. Este método se basa en el pago por clic (PPC) y consiste en que los afiliados compran palabras o frases en los buscadores (Google, Ecosia, Yandex, Bing, Yahoo!,..) y de esta manera consiguen atraer tráfico de calidad a la web que vende productos o servicios.[6]
- Bases de datos de E-mail marketing. los afiliados poseen bases de datos con miles o millones de usuarios registrados que desean recibir información o promociones comerciales vía correo electrónico. La principal ventaja es que permite segmentar a los usuarios y de esta manera el afiliado que posee la base de datos podrá obtener más beneficios y la empresa aumentará aún más sus ventas gracias a que seleccionará a los receptores de la publicidad que más le convengan.[6] La forma más habitual de pago de comisiones en esta forma de afiliación es  es el CPM (Coste Por Mil Impresiones).
- Bases de datos de corregistro. Es el propio usuario que está interesado en ciertos productos o servicios se suscriben directamente a un boletín de un afiliado. El usuario de esta manera consiente bajo contrato que sus datos puedan enviarse a anunciantes de un sector determinado por el que haya mostrado interés.
- Redes de afiliación. Son empresas hacen de intermediarios entre miles de anunciantes y afiliados, además de proporcionar las herramientas para el seguimiento de las ventas dirigidas desde la página de un afiliado y controlar las transacciones de forma de que sea seguro para ambas partes. Algunas tiendas utilizan su propia red de afiliación donde los afiliados pueden registrarse y seguir los resultados de la publicidad que están proporcionando en su web.
- A través de programas potencialmente no deseados. Son programas que promocionan un servicio o producto (por ejemplo, instalando barras de herramientas en el navegador o extensiones del navegador que hacen que se muestren anuncios), pero que su instalación se realiza con la autorización del usuario (al contrario que con el malware).[7] Este tipo de programas se instalan habitualmente cuando descargamos e instalamos software desde algunos sitios de internet.[8] Por ejemplo se ha detectado programas de afiliación con este tipo de programas para promocionar los servicios de Mail.ru.[9]
- Coste por Clic (CPC). En este tipo de programa, el Afiliado es remunerado por clic, o sea, gana cada vez que alguien pulsa en el banner, pop-up, enlace o cualquier publicidad que esté en exhibición en su blog, sitio o redes sociales. En ese caso, la remuneración de Afiliado dependerá directamente del desempeño de la campaña del anunciante.
- Coste por Acción (CPA). En el caso del coste por acción, el afiliado sólo es remunerado si los usuarios hacen clic en la publicidad y realizan alguna acción en la página de destino del anuncio, que puede ser realizar un registro, solicitar un presupuesto o hacer una compra. En estos casos, no basta con publicar la publicidad, el afiliado tendrá que utilizar su influencia para mostrar los beneficios del producto y convencer a las personas de que esa oferta es confiable.
- Coste por Lead (CPL). El coste por lead (registro), el afiliado es remunerado por el anunciante o la red de afiliación cada vez que uno de sus usuarios, a través de sus enlaces de afiliado, se registra en la página de destino. El registro puede ser desde el alta en un simple boletín de noticias hasta la creación de una cuenta de usuario ya sea gratuita o de pago.
- Coste por Mil Impresiones (CPM). El anunciante le paga un valor fijo al afiliado cuando el banner publicitario alcanza mil visualizaciones. Es importante resaltar que en el número de impresiones es equivalente a la cantidad de pageviews del blog, partiendo del supuesto de que quien navega en una página ya está siendo impactado por la publicidad que está allí.
- Contenidos patrocinados. Una modalidad en auge, mediante la cual un anunciante o red de afiliación llega a un acuerdo con un sitio de contenido para introducir un contenido generalmente comercial, que se mezcla entre el contenido original de ese sitio web si bien suele llevar algún distintivo para que el usuario sepa que se trata de un contenido pagado.

## Beneficios delmarketingde afiliados
El marketing de afiliados permite beneficios compartidos, donde todas las partes involucradas obtienen ganancias, pero depende del desempeño del afiliado y la calidad del producto. Sin embargo, este sistema ofrece numerosas ventajas que hacen de esta estrategia una de las más atractivas en el mundo digital. A continuación, te contamos algunos de sus principales beneficios:
- Puede realizarse en remoto: Una de las mayores ventajas es que se trata de una vía de monetización sencilla y muy lucrativa, ideal para trabajar desde la comodidad de tu hogar.
- Sin necesidad de atención al cliente: Una vez que rediriges a los usuarios al sitio web del productor, la responsabilidad del soporte y seguimiento queda completamente en sus manos.
- Sin necesidad de crear tu propio producto: Como afiliado, no necesitas desarrollar ni poseer un producto propio. Tu tarea será promocionar y vender productos de terceros, obteniendo una comisión por cada venta generada.
- Material publicitario proporcionado: En muchas ocasiones, el productor te entregará herramientas listas para usar, como banners, enlaces de afiliación o correos electrónicos, facilitando la promoción de sus productos sin esfuerzo adicional.
- Sin inversión ni riesgos para el productor: Para los productores, el marketing de afiliados no requiere una inversión inicial ni conlleva riesgos económicos, ya que el pago a los afiliados se realiza únicamente cuando se alcanzan los objetivos establecidos.

Esta estrategia representa una solución efectiva, accesible y beneficiosa para quienes buscan generar ingresos de forma flexible y sin asumir grandes compromisos financieros.

## Industrias

### Industria del juego
El marketing de afiliación ha adquirido una notable relevancia en la industria del juego en línea, que abarca casinos virtuales, plataformas de apuestas deportivas y aplicaciones de juegos móviles. En este sector, los afiliados actúan como intermediarios entre los operadores de juego y los usuarios potenciales, promoviendo los servicios a través de sitios web especializados, reseñas, comparadores y contenidos en redes sociales.
Las comisiones para los afiliados suelen basarse en distintos modelos de remuneración, entre los que destacan el CPA (coste por adquisición), en el que se paga por cada usuario que realiza una acción determinada (como el primer depósito); el revenue share, que implica un porcentaje de las ganancias generadas por los usuarios referidos; y el híbrido, que combina ambos modelos. Estas estructuras permiten a los operadores adaptar sus estrategias de captación de acuerdo con sus objetivos comerciales y la calidad del tráfico generado por los afiliados.
Este modelo se ha consolidado como una estrategia eficaz de adquisición de usuarios en un mercado altamente competitivo y regulado.